# Greenwood Village, Colorado
Greenwood Village là một thành phố thuộc quận Arapahoe, tiểu bang Colorado, Hoa Kỳ. Thành phố có diện tích 21 km², dân số thời điểm năm 2005 theo ước tính của Cục điều tra dân số Hoa Kỳ là 12.817 người2.